# Strojin
Strojin je priimek več znanih Slovencev:
- Anja Strojin Štampar (*1973), strokovnjakinja za zavarovalno pravo
- France Strojin (1911–1994), kemik, metalurg
- Gregor Strojin, pravnik, državni sekretar
- Igor Strojin (*1967), častnik, polkovnik SV
- Marja Strojin (1940–2013), psihologinja, socialna aktivistka, predavateljica
- Tone (Anton) Strojin (1938–2016), ustavni pravnik, planinski delavec in publicist